# Massimo Bonomo
Pour les articles homonymes, voir Bonomo.
Massimo Bonomo, né à Naples le 1er janvier 1961, est un musicien, pianiste, compositeur et arrangeur vaudois,.

## Biographie
Massimo Bonomo commence l'orgue à l'âge de dix ans mais découvre surtout la musique de manière autodidacte et devient pianiste professionnel.
En 1980, il tourne en Argentine avec le chanteur italien Gianni Nazzaro puis s'installe définitivement en Suisse l'année suivante.  
Il découvre alors l'univers du jazz, se passionne pour l'improvisation et joue dans différentes formations. Il se produit en 1991 avec le groupe de jazz afro-cubain Abakua puis rencontre le batteur Steve Pasche et le bassiste André Hahne avec qui il crée le No Square trio et enregistre un premier album, The Fly (Suisa, 1996),. La pianiste Marie-Claire Viale lui succède vers 1997. 
Parmi les autres projets auxquels participe Massimo Bonomo, il faut encore citer le trio de jazz And the Bop jazz trio avec Steve Pasche et le contrebassiste Alain Dessauges; il collabore encore avec le chœur de l'Usine à gaz, à Nyon, pour le spectacle La soupe aux lettres. Il accompagne en concert le chanteur Vincent Bigler, joue dans le quartet Gil Reber, dans le spectacle de Nicolas Harsch (BOH Company) Le 15 juillet à cinq heures, ainsi que dans Le temps des gitans, spectacle de danse et de poésie d'Ursula Perakis Roehrich. Il collabore, entre autres, avec les chanteurs, compositeurs et interprètes France Hamel, Monica Medaina, Marie-France Lochanski, Bennedicte, Nilo D Janeiro, Roberto Nihil. Ses collaborations comptent en outre des musiciens reconnus comme Alain Chaubert, Amandine Rapin, Angie Ott, Daniel Thentz, Daniele Verdesca, Donatienne Frey, Enzo Criscuolo, Franco Scalisi, François Torche, Gabriele Schira, Gino Berchicci, Jean-François Bovard, Jean-Maurice Humbert-Droz, Jean Rochat, Jean-Philippe Zwahlen, Marina Pittau, Michelangelo Pagnano, Nina Aguiar, Pat Sefolosha, Patrick Perrier, Pascal Macheret, Pierre Cochard, Popol Lavanchy, Renaud De Montmollin, Steven Delli-Zuani et Tiziano Tomasetti, Sam Favez, Jenny Lorant, Lawrence Lina, Alain Hornung, Vladimir Nápoles, Fabien Ayer, Sébastien Chave, Azimut Gospel, Giordano Mongodi, Patrick Badoud, Pascal Wagner-Egger, anneclaude Landry, Antonella Vulliens, Cédric Gander, Jean-Pierre Abegglen, Jakob Bircher, Go4it Jazz fusion, Claude Meynent, Aldo Fantauzzi, Marc Demierre, Daphné de Charrin. 
En 1991, Massimo Bonomo crée un studio d'enregistrement à Lausanne, le Studio Carte postale, qui lui permet de réaliser et de co-produire différents projets, en assurant prise de son, mixage, mastering, compositions et arrangements. Depuis, il a installé son studio à Savigny 2010.
Il fonde également avec deux associés le label Amori, dont l'objectif est de produire des musiques du monde.

## Œuvres
- CDS/SINGLES:
- Keys & drums - "Ballads" Massimo Bonomo & Cédric Gander
- Sur Ma Route - Marco De Florio - Got Blues? Single 2023
- Daniel Noverraz - "Menu" Cd & vinyle 2022
- Eli Bre - Murder Ballad (Single 2020)
- Clarksdale Blues Band - "Blues Alley, Delta Avenue" [2017]
- Jorge Nascimento - "Musica Brasileira" [2017]
- Andrea Esperti "Roma - Rio" [2015]
- Sandrine Pertin,Donatienne Frey, Bernard Barioz - Reveries [2015]
- Esquina Sur [2014]
- D'Estiu Bruno Martin - "Air du temps" [2014]
- TRIOLOGOS - TRACCE DI CANTI - TRACES OF CHANTS  [2014]
- France Hamel - L'Heure Exquise [2013]
- Jenny Lorant - C'était écrit... [2012]
- Bennedicte - Différencier [2012]
- Vincent Bigler - Taquiner la muse [2010]
- Jean-Maurice Humbert-Droz-Les esprits voyageurs [2010]
- Dieu que c’est dur d’être une fille [2008/09]
- Pasche, Steve, Modern jazz: duo piano batterie / Steve Pasche & Massimo Bonomo, Steve Pasche, 2002, cote BCUL: DCJ 2112
- Pasche, Steve, How often, Steve Pasche, Bop Jazz Trio, avec Massimo Bonomo et Alain Dessauges, Steve Pasche, 2002, cote BCUL: DCJ 2115
- Fredy Fevereiro Desde que o Samba é Samba [2000]
- William Fierro Voz y mano [1998]
- No Square Trio, The fly, No Square Trio, [1996][3],[4]
- K7:
- Marina PITTAU "Non T'irmentighes de Mene..." Musiques du spectacle Théâtre-danse "Accrochage" Avignon [1992]

## Réferences
1. ↑  « Notice IdRef -- Massimo Bonomo », 7 mai 2020 (consulté le 16 mai 2023)
2. 1 2  Massimo Bonomo, « Notice #46400 », sur Patrinum (consulté le 16 mai 2023)
3. 1 2  « Journal de Genève - 11.04.1997 - Pages 34/35 », sur www.letempsarchives.ch (consulté le 16 mai 2023)
4. 1 2  « Journal de Genève - 08.11.1996 - Pages 38/39 », sur www.letempsarchives.ch (consulté le 16 mai 2023)
5. ↑  « Nouvelle version du No Square Trio » , sur scriptorium.bcu-lausanne.ch, 24 Heures, 28 mai 1997 (consulté le 16 mai 2023)
6. ↑  « Le petit studio qui défie la crise », sur scriptorium.bcu-lausanne.ch, Le Régional, 29 janvier au 5 février (consulté le 16 mai 2023)

## Sources
- Massimo Bonomo, « Notice #46400 », sur Patrinum (consulté le 16 mai 2023)